# Duvaliomimus crypticus
Duvaliomimus (Duvaliomimus) crypticus – gatunek chrząszcza z rodziny biegaczowatych i podrodziny Trechinae.

## Taksonomia
Gatunek został opisany w 2010 roku przez Jamesa Iana Townsenda w 62 tomie Fauna of New Zealand.

## Opis
Ciało długości od 4,5 do 5 mm. Głowa i przedplecze ubarwione ciemno-rudo-brązowo, pokrywy brązowawo-czarno (rudawo przy szwie, jaśniejsze na wierzchołku), a czułki, głaszczki i odnóża złociście brązowe. Bruzdy czołowe równo zakrzywione, stykające się z bruzdą szyjną przy drugiej szczecince przyocznej. Oczy dobrze rozwinięte. Przedplecze o tylnych kątach prawie wielokątnych lub nieco ostrych, nie wystających bocznie, a tylnej krawędzi lekko obrzeżonej. Pokrywy bez śladów kątów ramieniowych, o rzędach silnie wgłębionych, a międzyrzędach wypukłych. Ząbek na 2 pierwszych członach przednich stóp samców bardzo mały. Edeagus samca wąski z wykręconym wierzchołkiem.

## Występowanie
Gatunek ten jest endemitem Nowej Zelandii, znanym wyłącznie z Wyspy Północnej.